# دارالصيعمي (الحيمة الداخلية)

تعديل مصدري - تعديل

دارالصيعمي هي إحدى قرى عزلة بلاد القبائل بمديرية الحيمة الداخلية التابعة لمحافظة صنعاء، بلغ تعداد سكانها 263 نسمة حسب تعداد اليمن لعام 2004.